# Cloeon dipterum
Cloeon dipterum (Linnaeus, 1761) è un efemerottero della famiglia Baetidae diffuso nella regione olartica. È una delle effimere più comuni negli stagni dell'Arcipelago britannico e l'unica ovovivipara in Europa.

## Descrizione
Come altri membri del genere Cloeon e Procloeon, C. dipterum possiede un solo paio di ali. Questa caratteristica è sottolineata anche dall'epiteto specifico "dipterum", che è composto dal prefisso latino di-, che significa due, e dalla parola greca πτερον (pteron), che significa ala. Nella sua descrizione originale dalla seconda edizione di Fauna suecica, Linneo scrisse "Inferiores existunt vix alae" ("Le ali più piccole difficilmente sono presenti").
Gli occhi composti di C. dipterum mostrano un notevole dimorfismo tra i due sessi, per cui le femmine hanno gli occhi posizionati lateralmente, mentre i maschi hanno un paio di ocelli aggiuntivi a forma di turbante in posizione dorsale. Si pensa che questi occhi supplementari consentano ai maschi di individuare le femmine nello sciame durante l'accoppiamento.

## Biologia
C. dipterum si distingue dalle altre effimere per essere ovoviviparo, ed è l'unica specie conosciuta in Europa con questa caratteristica. Dopo 10-14 giorni dall'accoppiamento, le femmine depongono le uova che si schiudono non appena entrano in contatto con l'acqua. Le larve possono sopravvivere per mesi in condizioni di anossia, un adattamento necessario per superare il periodo invernale negli stagni gelati superficialmente che contengono poco ossigeno disciolto. In cattività le femmine adulte sono state tenute in vita per un massimo di tre settimane.

## Distribuzione e habitat
C. dipterum è diffuso in tutta Europa e in Asia. Nelle isole britanniche C. dipterum è l'effimera più comune negli stagni: circa il 40% di tutti i bacini, infatti, ospitano C. dipterum, ma la percentuale sale al 70% nel sud. Questa specie fu registrata in Nord America solo nel 1953, quando una femmina di C. dipterum fu scoperta in Illinois. Successivamente fu rinvenuta anche vicino a Lucas in Ohio nel 1960. La specie è ora conosciuta per avere una vasta distribuzione in Nord America. Gli individui di C. dipterum rinvenuti a Madera sono ora posti in una specie separata: C. peregrinator.